# Keturà
Keturà (in ebraico: קְטוּרָה, Ktura, che significa forse "incenso"; fl. XXI secolo a.C.)  fu la seconda moglie di Abramo (cfr. Gn 25,1-4) oppure una sua concubina (secondo 1 Cronache 1,32).

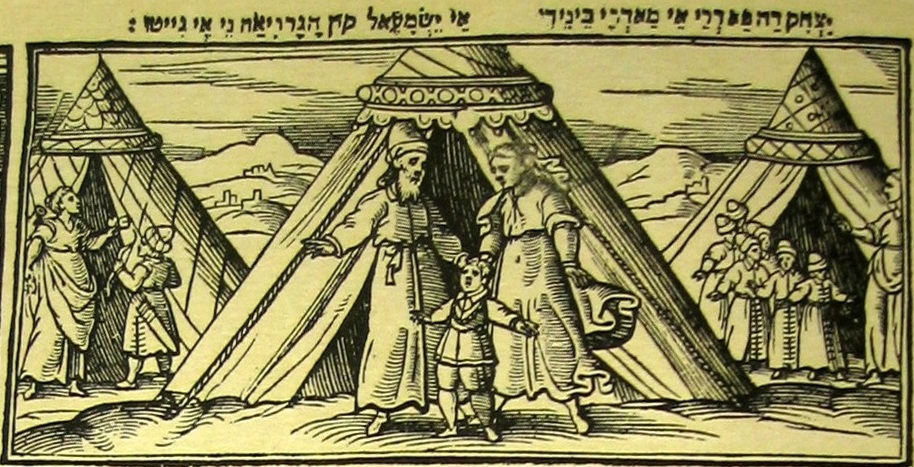
Famiglia di Abramoː a destra Keturà e i suoi sei figli, a sinistra Agar e Ismaele e al centro Sara e Isacco. Immagine tratta dalla Haggadah stampata a Venezia nel 1630.

Secondo la Genesi Abramo sposò Keturah dopo la morte di Sara. Secondo alcune tradizioni rabbiniche Abramo avrebbe ripreso con sé Agar, dandole il nuovo nome di Keturà (e ciò spiegherebbe perché il libro delle Cronache la indica come una concubina e non come una moglie). Secondo il Libro dei Giubilei, invece, Abramo avrebbe atteso anche la morte di Agar prima di sposare Keturà.

## Discendenti di Abramo e Keturà
Keturà generò sei figli: Zimran, Ioksan, Medan, Madian, Isbak e Suach. Da Ioksan, poi, nacquero Saba e Dedan, il quale a sua volta generò gli Assurìm, i Letusìm e i Leummìm. Da Madian invece, nacquero Efa, Efer, Enoc, Abidà ed Eldaà. Dai figli di Abramo e Keturà sarebbero nate le tribù arabe meridionali e orientali.